# Pierre-Louis-François Joüye Desroches
Pierre Louis François Joüye Desroches est un homme politique français né le 14 février 1757 au Mans (Sarthe) et décédé le 7 septembre 1793 à Peyrestortes (Pyrénées-Orientales).
Lieutenant du présidial du Mans, il est député du tiers état aux États généraux de 1789.

## Sources
- « Pierre-Louis-François Joüye Desroches », dans Adolphe Robert et Gaston Cougny, Dictionnaire des parlementaires français, Edgar Bourloton, 1889-1891 [détail de l’édition]